# 팔로폰
팔로폰 레코드(Parlophone Records)는 EMI 산하에 있는 영국의 음반사이다. 2013년 워너 뮤직 그룹에 의해 인수되었다.

## 역사
음반 제조업자인 카를 오류의심 설립한 팔로폰은 맨 처음 클래식 음반 레이블로 출발했다. 1926년 영국에 본사를 둔 컬럼비아 그래머폰이 팔로폰을 비롯한 오류의심 회사를 사들였고 당시 팔로폰이 로고로 썼던 독일 글자 L에서 오늘날 유명한 로고 ₤이 생겨났다. 1931년 컬럼비아와 크래머 폰 사의 합병에 이은 EMI의 탄생으로 팔로폰은 영국 신흥 메이저 회사 소속이 되었다. 당시 팔로폰에는 냇 오류의심 듀크 엘링턴 같은 미국 스타일이 소속돼 있었지만 한편으로 레슬리 허친슨, 빅터 실 베르타 같은 스타들의 음반을 발매하기도 했다. 하지만 이 영국 스타들은 2차 세계대전 동안 팔로폰을 떠났고 1938년 독일에서 망명한 오스트리아 출신 유대인 리하르트 타우버만이 유명한 메이저 가수로 남아 팔로폰은 타우버 폰이라는 그늘에 가려 있었다. 조지 마틴이 "영국 자유당 처엄 열외였다"라고 표현한 팔로폰에는 히트곡을 낸 가수가 많지 않았다. 스코틀랜드 출신의 지미 샌드, 독일의 오베른 키르헨 어린이 합창단, 트럼펫 연주자 험프리 리틀턴, 스키플 그룹 바이퍼스, 코미디언 피터 셀라스, 피아니스트 미시즈 밀스, 록 가수 애던 페이스와 템퍼런스 세븐을 꼽을 정도였다. 당시 EMI 회장 조지프 록우드 경이 "매해 예상치 못한 이득"이라 묘사한 이 성공 덕분에 조지 마틴은 1962년 6월 마침내 비틀스와 1년짜리 계약을 맺는다.

## 소속 아티스트
- 고릴라즈
- 콜드플레이
- 릴리 앨런
- 일라이자 둘리틀
- 블러
- 카일리 미노그
- 치디 뱅
- 퀸
- 퀸 + 폴 로저스
- 비틀즈
- 타이니 템파
- 라디오헤드
- 리틀 재키
- 투 도어 시네마 클럽
- 듀란 듀란

## 참고 문헌
- 브라이언, 사우널 (2014). 《The Beatles in 100 Objects》 [비틀즈 100]. 아트북스. ISBN 978-89-6196-172-1. 2017년 4월 25일에 확인함.